# Muntasir al-Qaffasch
Muntasir al-Qaffasch (arabisch منتصر القفاش, DMG Muntaṣir al-Qaffāš, auch Muntasser al-Qaffash; * 1964 in Kairo) ist ein ägyptischer Schriftsteller und Romancier.
Er studierte an der Universität Kairo, wo er 1983 den Abschluss in Arabistik erlangte. Nach dem Studium konzentrierte er sich auf seine schriftstellerische Tätigkeit. 1989 erschien sein Erstling, die Erzählsammlung „Namensgewebe“ (Nassig al-Asmaa), im Ghadd Verlag, Kairo.
Mit seiner 1999 veröffentlichten Erzählsammlung „Eine nicht gemeinte Person“ (Schachs gheir maqssud, im Qussur al-Thaqafa Verlag, Kairo erschienen) zeichnete er sich als einen der bedeutendsten Schriftsteller seiner Generation aus. Sein 1996 erschienenes Romandebüt „Erlaubnis zur Abwesenheit“ (Tassrih Bel-Gheyab, im Sharqiat Verlag, Kairo, erschienen) wurde mehrfach von Kritikern gelobt. Die Handlung spielt in einer Militärschule zur Ausbildung von Krankenschwestern. Im Mittelpunkt des Geschehens stehen die inneren Vorgänge und Verwandlungen im Denken und Empfinden eines jungen Mannes, der seinen Militärdienst dort macht.
Weitere Werke von Muntasir al-Qaffasch sind die Erzählsammlung „Geheimnisse“ (al-Sara'er, 1993 im Scharqiat Verlag erschienen) und der Roman „Dass du JETZT siehst“ (2003 im Scharqiat Verlag erschienen). 
Mehrere seiner Kurzgeschichten sind bereits ins Englische, Französische, Norwegische und Spanische übersetzt worden. Darüber hinaus wurde ein Auszug aus dem Roman „Dass du JETZT siehst“ ins Französische (in: al-Ahram Ebdo vom 14. Januar 2004, S. 26) übersetzt.
Neben seiner Tätigkeit als Schriftsteller ist al-Qaffasch Herausgeber der Reihe „Erste Bücher“ im ägyptischen Obersten Kulturrat (Supreme Council for Culture).

## Auszeichnungen
- 2000 Preis der Vereinigten-Arabischen-Emirate für die beste arabische Kurzgeschichte
- 2002 Ägyptischer Förderpreis für die Erzählsammlung „Eine nicht gemeinte Person“

| Personendaten    | Personendaten                            |
| ---------------- | ---------------------------------------- |
| NAME             | al-Qaffasch, Muntasir                    |
| ALTERNATIVNAMEN  | Al-Qaffash, Muntasser                    |
| KURZBESCHREIBUNG | ägyptischer Schriftsteller und Romancier |
| GEBURTSDATUM     | 1964                                     |
| GEBURTSORT       | Kairo                                    |